# ATP Challenger Tour
De ATP Challenger Tour (vaak challengers genoemd) is een serie van internationale tennistoernooien voor mannen. Het wordt georganiseerd door de Association of Tennis Professionals. Deze toernooien hebben als doel om tennisspelers genoeg punten te laten verdienen om op een hoger niveau mee te kunnen komen; spelers die veel punten uit challengers halen krijgen gemakkelijker toegang tot de hogergeklasseerde ATP World Tour 250-toernooien.
Spelers die aan challengers meedoen hebben gewoonlijk een positie op de ATP-ranglijst tussen de 100 en 500. De prijzengelden bedragen tussen de $25.000 en $150.000. Er wordt onderscheid gemaakt tussen de Tretorn Serie+ en de normale challengers. In 2008 waren er 158 normale challengers en 20 Tretorn Serie+-toernooien. 

## Geschiedenis
De eerste toernooien die equivalent zijn aan de huidige challengers begonnen in 1978. In 2008 werd de naam na een reorganisatie van de ATP gewijzigd van ATP Challenger Series naar ATP Challenger Tour.

## Toernooien
In 2009 werd er één Tretorn Serie+-toernooi in Nederland (Scheveningen) gehouden en één in België (Bergen).

## Statistieken

### Jongste winnaars
| # | Speler                | Leeftijd              |
| - | --------------------- | --------------------- |
| 1 | Michael Chang         | 15 jaar en 7 maanden  |
| 2 | Richard Gasquet       | 16 jaar en 0 maanden  |
| 3 | Bernard Tomic         | 16 jaar en 4 maanden  |
| 4 | Kent Carlsson         | 16 jaar en 7 maanden  |
| 5 | Marcos Ondruska       | 16 jaar en 7 maanden  |
| 6 | Rafael Nadal          | 16 jaar en 9 maanden  |
| 7 | Félix Auger-Aliassime | 16 jaar en 10 maanden |
| 8 | Novak Djokovic        | 17 jaar en 0 maanden  |